# Ludwig Fidel Weissenbach
Ludwig Fidel Weissenbach (* 29. April 1750 in Bremgarten; † 25. November 1814 in Aarau; heimatberechtigt in Bremgarten) war ein Schweizer Politiker und Richter. Von 1803 bis zu seinem Tod war er Regierungsrat des Kantons Aargau.

## Biografie
Ab 1771 gehörte Weissenbach dem Vierzigerrat der Stadt Bremgarten an, ab 1781 war er Unterschreiber im Dienste des Landvogts der Grafschaft Baden. Von 1794 bis 1796 amtierte er in Bremgarten als Stadtrichter, danach bis 1798 als letzter Schultheiss vor dem Zusammenbruch der alten Herrschaftsordnung. Im Kanton Baden der Helvetischen Republik war er Präsident des Distriktsgerichts und Mitglied der kantonalen Tagsatzung.
Nach dem Zusammenschluss der Kantone Baden und Fricktal mit dem Kanton Aargau durch die Mediationsakte von Napoleon Bonaparte wurde Weissenbach 1803 in den aargauischen Grossen Rat gewählt. Dieser wählte ihn wiederum zum Vertreter der Konservativen in der Kantonsregierung. Bis zu seinem Tod blieb er im Amt und war für das katholische Kirchendepartement zuständig. Er gehörte weiterhin auch dem Grossen Rat an, den er 1811 und 1812 präsidierte (damals gab es noch keine strenge Gewaltentrennung).